# Trichopteromyia denticauda
Trichopteromyia denticauda är en tvåvingeart som beskrevs av Gagne 1985. Trichopteromyia denticauda ingår i släktet Trichopteromyia och familjen gallmyggor.
Artens utbredningsområde är Ohio. Inga underarter finns listade i Catalogue of Life.